# Vjetroagregat s vodoravnom osovinom

Vjetroagregat s vodoravnom (horizontalnom) osovinom je vjetroagregat kod kojeg je gondola (kućište) smještena paralelno u odnosu na tlo i rotor se okreće oko horizontalne osi.

## Glavni dijelovi vjetroagregata s horizontalnom osovinom

### Rotor
Rotor se sastoji od glave, vratila te lopatica. Dizajniran je aerodinamički kako bi hvatao maksimalnu površinu vjetra. Postoje izvedbe rotora kod kojih se regulacija napadnog kuta vrši zakretanjem lopatica. Koriste se kod velikih vjetroagregata koji također mogu imati senzore vjetra spojene sa servo motorom te okreću turbinu prema vjetru. Kod druge izvedbe lopatice rotora nemaju mogućnost zakretanja, pa lopatice imaju unaprijed određen kut rada kako bi hvatale najviše vjetra.
Male turbine, za usmjeravanje prema vjetru imaju vjetrokaz.

### Električni generator
Električni generator služi za proizvodnju električne energije iz rotacije rotora. Smješten je na vrhu tornja (stupa) i može biti različitih veličina ovisno o snazi koju generiramo.

## Tipovi vjetroagregata s horizontalnom osovinom obzirom na smjer vjetra

### Rotor smješten suprotno od smjera vjetra (uz vjetar)
Većina vjetroagregata je ovako dizajnirana. Glavna prednost ovakvog dizajna je što je izbjegnuta zavjetrina iza stupa. S druge strane može se pojaviti zavjetrina ispred stupa, na primjer kada vjetar zakrene smjer prije nego što dođe do samoga stupa, bez obzira na to što je stup zaobljen i ima glatku površinu.
Glavni nedostatak ovakvog dizajna je da lopatice rotora moraju biti krute (nesavitljive) i rotor mora biti smješten na određenoj udaljenosti od stupa kako lopatice rotora, u slučaju jakog savijanja, ne bi udarale u stup vjetroagregata.
Također ovakav dizajn zahtjeva mehanizam koji će okretati rotor prema vjetru. Radi ujednačenije i tiše od onog smještenog niz vjetar te daje veću snagu.

### Rotor je smješten u smjeru vjetra (niz vjetar)
Prednost ovako dizajniranih vjetroagregata je što mogu biti bez okretnog mehanizma, ako su rotor i kućište dizajnirani tako da pasivno prate smjer vjetra. Rotor, odosno lopatice rotora, mogu biti fleksibilnije,
što donosi prednost u odnosu na težinu i strukturu samog vjetroagregata. Na primjer, pri velikim brzinama vjetra dolazi do savijanja lopatica koje tako pridonose smanjenju opterećenja stupa, što znači da ovakvi vjetroagregati mogu imati manju masu od onih usmjerenih prema vjetru. Glavni nedostatak je što može doći do prevelikog savijanja lopatica, što dovodi do zamora materijala stvaranja buke i smanjenja izlazne snage.

## Prednosti vjetroagregata s horizontalnom osovinom
Visokim stupovima vjetroagregata omogućeno je njihovo postavljanje na mjesta s jakim vjetrovima. Na nekim mjestima, sa svakih 10 metara visine, brzina vjetra se povećava za 20%, a izlazna snaga za 34%.  
Učinkovitost ovakvih vjetroagregata je velika (do 50%) zbog konstantnog prihvaćanja snage tokom rotacije.

## Nedostaci vjetroagregata s horizontalnom osovinom
Jedan od nedostataka je to što je potrebna masivna konstrukcija stupa kao oslonca za teške lopatice, zupčanik (prijenosnik snage) i generator. Nadalje teško je podizanje i pozicioniranje elemenata kao što su : zupčanik, vratilo, sustav kočnica. Zbog svoje veličine, mogu narušavati izgled krajolika i izazivati negodovanja lokalnog stanovništva. Kod tipa dizajniranog za niz vjetar može doći do zamora materijala i promjene strukture lopatica, zbog turbulencija koje se javljaju kada lopatice prolaze kroz zavjetrinu stupa. Upravo zbog toga većina vjetroagregata koristi dizajn kod kojeg je rotor usmjeren suprotno od vjetra. Također je potreban dodatni mehanizam za okretanje lopatica prema vjetru.